# Énergie renouvelable au Chili

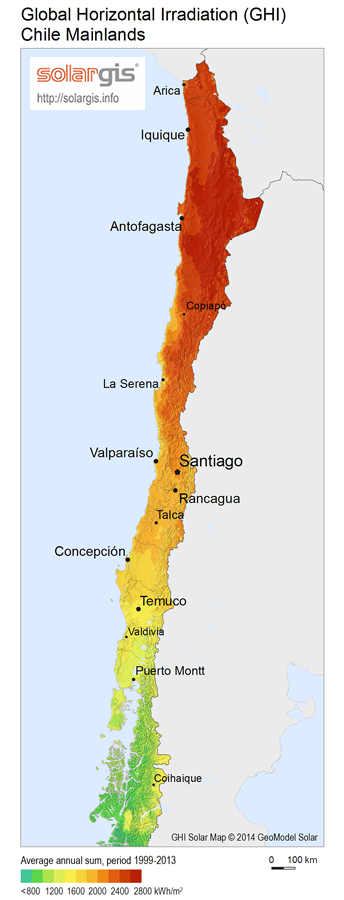
Carte du rayonnement solaire du Chili

L'énergie renouvelable au Chili comprend la biomasse, l'hydroélectricité, la géothermie, l'éolien et le solaire parmi d'autres sources d'énergie.
Le Chili dispose de ressources énergétiques géothermiques, solaires et éoliennes considérables, tandis que ses ressources en combustibles fossiles sont limitées. Le Chili est décrit comme « un leader mondial dans le développement des énergies renouvelables ».
En 2022, pour la première fois, les énergies solaire et éolienne ont généré plus d'électricité que l'énergie produite à base de charbon (27,5 % contre 26,5 %).

## Hydroélectricité

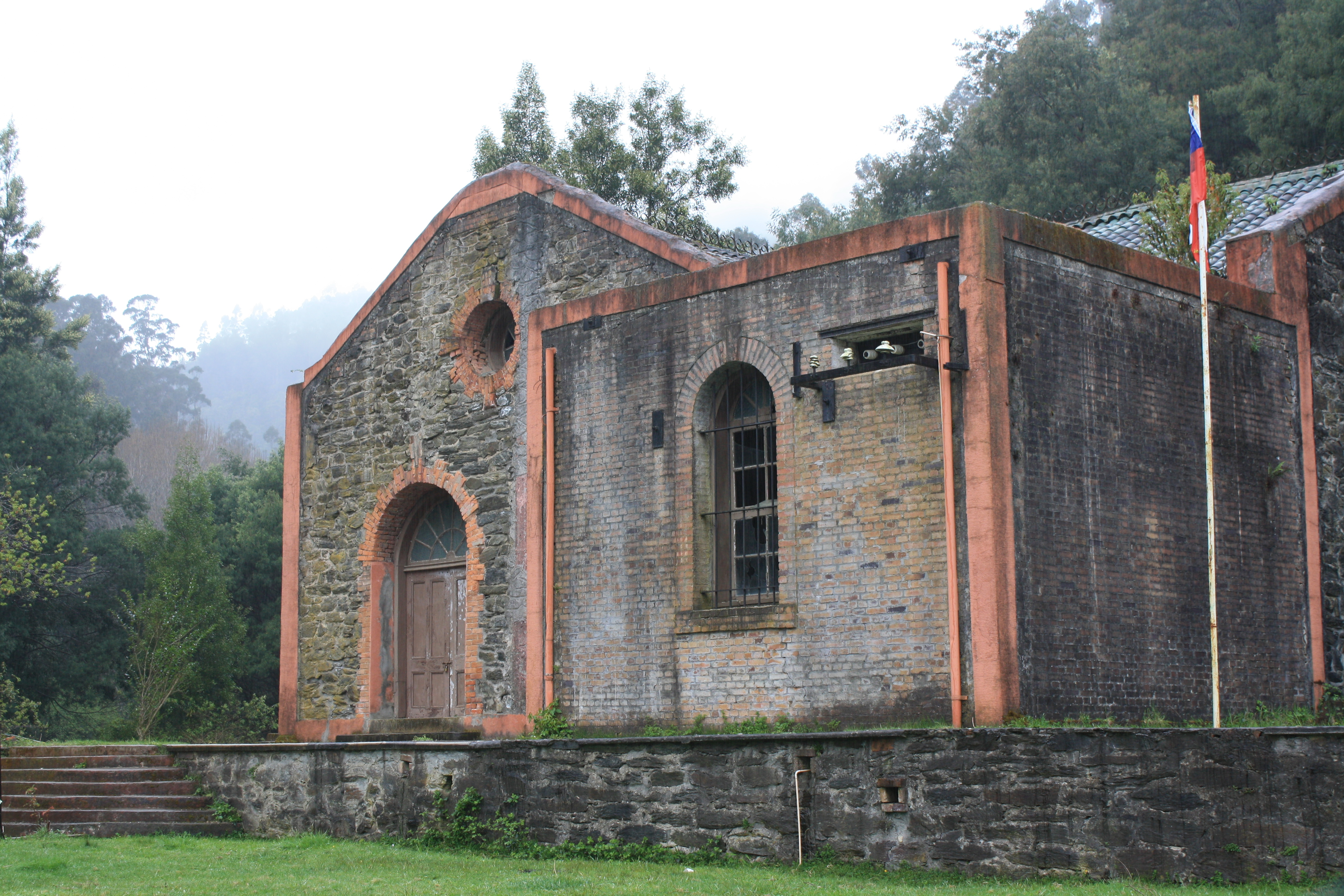
Centrale hydroélectrique de Chivilingo. C'est la première centrale électrique du Chili, construite en 1897. Elle avait une capacité installée de 430 kilowatts et a fonctionné jusqu'en 1975.

L'hydroélectricité est une ressource importante du réseau électrique chilien. Historiquement, l'hydroélectricité a représenté environ 50 % de la production totale d'électricité du pays. En particulier, l'hydrologie est l'un des facteurs des variations saisonnières des prix de l'électricité. Effectivement, les sécheresses saisonnières entraînent une hausse des prix de l'électricité.
Il existe 118 centrales hydroélectriques dans tout le pays, totalisant près de 6 460 MW de capacité installée, dont 10 centrales sont des barrages (les autres sont au fil de l'eau). La plupart d'entre elles (65 % en septembre 2015) sont classées comme énergies renouvelables non conventionnelles et sont considérées comme des « mini-centrales hydroélectriques », car elles ont moins de 20 MW de capacité installée.

## Énergie géothermique
Avec 15 % des volcans de la planète, le Chili dispose d'un vaste potentiel géothermique, estimé à 16 000 MW. Cela inclut le champ de geysers d'El Tatio, avec 8 % des geysers du monde. La première centrale géothermique du Chili (et d'Amérique du Sud) s'appelle « Cerro Pabellón ». Elle est située dans le désert d'Atacama - à environ 4 500 mètres d'altitude - et a une capacité de 48 MW. Cerro Pabellón appartient à Geotérmica del Norte SA (« GDN »), qui est une coentreprise entre Enel Green Power Chile Ltda et Empresa Nacional del Petróleo (« ENAP »).

## Énergie solaire
Le potentiel d'énergie solaire au Chili est suffisant pour produire toute l'électricité utilisée au Chili. Le nord du Chili a l'incidence solaire la plus élevée au monde. Ainsi, le Chili pourrait produire toute son électricité avec environ 4 % de la surface du désert d'Atacama, s'il existait un moyen de stocker et de distribuer efficacement cette énergie. En octobre 2015, le ministère chilien de l'Énergie annonce sa « Feuille de route jusqu'en 2050 : une stratégie durable et inclusive », qui prévoit que 19 % de l'électricité du pays proviendra de l'énergie solaire, 23 % de l'énergie éolienne et 29 % de l'énergie hydroélectrique.
La centrale solaire photovoltaïque El Romero de 246 MW ouvre ses portes en novembre 2016 à Vallenar dans la région d'Atacama. C'était la plus grande ferme solaire d'Amérique latine lors de son ouverture.
En 2016, SolarPack remporte une vente aux enchères d'électricité (organisée sans divulguer la source d'alimentation des soumissionnaires) en offrant 29,1 $/MWh, un prix bas record.

## Énergie éolienne

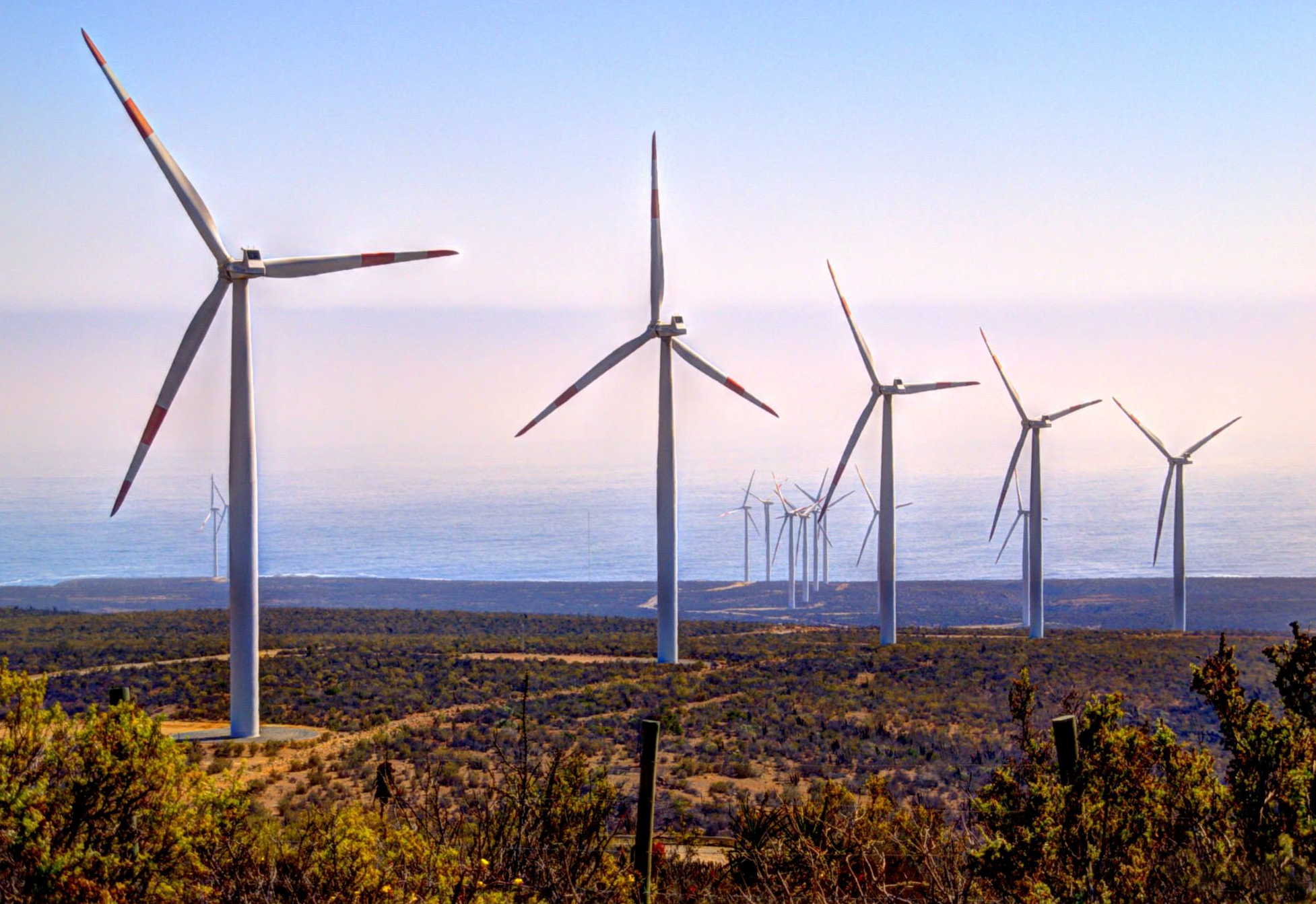
Parc éolien près de Canela, Chili

Le parc éolien El Arrayán de 115 MW est le plus grand du Chili et, au moment de son inauguration en 2014, il était le plus grand d'Amérique latine.
En 2016, Mainstream Renewable Power remporte 7 projets pour un total de production de 985 MW, fournissant 3,7 TWh/an entre 38,8 $ et 47,2 $ par MWh.

## Politique
La loi 20 257 promulguée en 2008 et la loi 20 698 promulguée en 2013 par le ministère de l'Énergie ont été le cadre principal pour la promotion des énergies renouvelables non conventionnelles au Chili,. La première loi a déterminé l' objectif d'énergie renouvelable pour le Chili et défini le concept d'« énergie renouvelable non conventionnelle ». L'objectif (10 % d'ici 2025) devait commencer en 2010 et ne s'appliquerait qu'aux contrats signés ou renouvelés après le 31 août 2007. La deuxième loi a porté l'objectif à 20 % d'ici 2025 et a modifié le mécanisme d'appel d'offres pour les clients régulés. Les modifications ont facilité la compétitivité des énergies renouvelables intermittentes. En raison de l'objectif fixé, la loi 20 698 est également connue sous le nom de « loi 20/25 ». Les deux lois ont été complétées par des mécanismes de soutien et de promotion des investissements par le ministère de l'Énergie.